# 喀尔喀左翼旗
喀尔喀左翼旗，漠南蒙古旧旗名。驻牧喜峰口外“察罕和朔图”（位于养息牧河源头）。
清初，喀尔喀札萨克图汗旺舒克所部内乱，一部从哈拉哈河流域迁来，南下依附清廷。清康熙三年（1664年）以喀尔喀部置，衮布伊勒登（硕垒乌巴什之子）为扎萨克贝勒，属昭乌达盟。後由其子罗卜藏衮布承袭爵位，世袭罔替。旗治所在今内蒙古自治区库伦旗西，或说治今库伦旗东二家子。1934年撤销，与唐古特喀尔喀旗（闲散王公）、锡哷图库伦旗合并，改置库伦旗。